# Corniches de la Rivièra
Corniches de la Rivièra este o arie protejată (sit de importanță comunitară — SCI) din Franța întinsă pe o suprafață de 1.609 ha, integral pe uscat.

## Localizare
Centrul sitului Corniches de la Rivièra este situat la coordonatele 43°43′39″N 7°19′42″E / 43.7275°N 7.32833°E.

## Înființare
Situl Corniches de la Rivièra a fost declarat arie specială de conservare în baza directivei 92/43 din 1992 referitoare la conservarea habitatelor naturale și a faunei și florei sălbatice pentru a proteja 1 specie de plante și 16 specii de animale.

## Biodiversitate
Situată în ecoregiunea mediteraneană, aria protejată conține 14 habitate naturale: Păduri de Olea și Ceratonia, Ape puternic oligomezotrofe cu vegetație bentonică cu Chara spp., Izvoare petrifiante cu formare de travertin (Cratoneurion), Faleze cu vegetație de Limonium spp. endemic de pe coastele mediteraneene, Pseudostepă cu ierburi și specii anuale de Thero-Brachypodietea, Păduri de Quercus ilex și Quercus rotundifolia, Iazuri temporare mediteraneene, Păduri de pin mediteraneene cu pini mezogeni endemici, Peșteri inaccesibile publicului, Pajiști uscate seminaturale și facies de acoperire cu tufișuri pe substraturi calcaroase (Festuco-Brometalia) (* situri importante pentru orhidee), Galerii de Salix alba și de Populus alba, Pante stâncoase calcaroase cu vegetație casmofită, Grohotișuri termofile și vest-mediteraneene, Tufărișuri termo-mediteraneene și de pre-deșert.
La baza desemnării sitului se află mai multe specii protejate:
- plante (1): Acis nicaeensis
- amfibieni (1): Speleomantes strinatii
- mamifere (8): liliac cârn (Barbastella barbastellus), liliac cu aripi lungi (Miniopterus schreibersii), liliac cu urechi mari (Myotis bechsteinii), liliac cu urechi de șoarece (Myotis blythii), liliac cărămiziu (Myotis emarginatus), liliac comun (Myotis myotis), liliacul mare cu potcoavă (Rhinolophus ferrumequinum), liliacul mic cu potcoavă (Rhinolophus hipposideros)
- nevertebrate (6): croitorul mare al stejarului (Cerambyx cerdo), fluturele de noapte (Eriogaster catax), fluturele auriu (Euphydryas aurinia), Euplagia quadripunctaria, Gortyna borelii lunata, rădașcă (Lucanus cervus)
- reptile (1): Euleptes europaea

Pe lângă speciile protejate, pe teritoriul sitului au mai fost identificate 23 de specii de plante, 1 specie de păsări.